# Carolin Emcke
Carolin Emcke (Mülheim an der Ruhr, 18 de agosto de 1967) é uma jornalista, escritora e filósofa alemã.

## Biografia
Completou os seus estudos universitários em filosofia, política e história na Universidade Johann Wolfgang Goethe, em Frankfurt, na London School of Economics e na Universidade de Harvard, tendo feito o doutoramento em filosofia em Frankfurt com Axel Honneth com a tese Kollektive Identitäten: sozialphilosophische Grundlagen.
Escreve regularmente para o jornal Süddeutsche Zeitung e tem sido editora e repórter internacional para os jornais Die Zeit e Der Spiegel. Trabalhou como correspondente de guerra durante catorze anos e viajou para várias zonas de conflito como Colômbia, Kosovo, Iraque ou Afeganistão. Combina o seu trabalho jornalístico com a curadoria e apresentação dos ciclos de conversação "Streitraum" no teatro Schaubühne na Lehhniner Platz em Berlim e 'ABC der Demokratie' em Hanôver.
Emcke ensinou teoria política e jornalismo em vários centros, incluindo a Universidade de Yale. O seu trabalho de denúncia da violência e dos direitos humanos valeu-lhe o Prémio de Paz dos Editores Alemães (2016), que é entregue no final da Feira do Livro de Frankfurt ou o Prémio Theodor Wolff atribuído pela Associação Alemã de Jornalistas (2008), entre outras distinções. É autora de vários livros, como Stumme Gewalt. Nachdenken über die RAF («Violência muda. Reflexõnes sobre a RAF».
Contra o ódio, o seu ensaio mais conhecido e que foi best seller na Alemanha, trata de como o ódio «não é a expressão de um sentimento individual, não é espontâneo, é fabricado e exige certo marco ideológico», devendo ser alimentado.